# Чемпионат Германии по футболу 1907/1908
Чемпионат Германии по футболу 1907/1908 — 6-й розыгрыш Чемпионата Германии по футболу (нем. Deutsche Fußballmeisterschaft). Турнир начался 3 мая 1908 года, а финал состоялся 7 июня 1908 года.
Победителями этого турнира стала команда «Виктория 1889».
В чемпионате участвовало 8 команд: «Ваккер» Лейпциг, «Дуйсбургер», «Виктория-89» Берлин, «Фрайбургер», «Айнтрахт» Брауншвайг, «Штутгартер Кикерс», «Бреслау 1897», «Кенигсберг».

## Предварительный раунд
| «Виктория 89» Берлин | 7:0 | «Кенигсберг» |
| -------------------- | --- | ------------ |
|                      |     |              |

| «Дуйсбургер» Дуйсбург | 1:0 | «Айнтрахт» Брауншвейг |
| --------------------- | --- | --------------------- |
|                       |     |                       |

| «Ваккер» Лейпциг | 3:1 | Бреслау 1897 |
| ---------------- | --- | ------------ |
|                  |     |              |

| «Штутгартер Кикерс» | 0:1 (аннулирован) | «Фрайбургер» |
| ------------------- | ----------------- | ------------ |
|                     |                   |              |

| «Штутгартер Кикерс» | 5:2 | «Фрайбургер» |
| ------------------- | --- | ------------ |
|                     |     |              |

## ½ финала
| «Штутгартер Кикерс» | 5:1 | «Дуйсбургер» |
| ------------------- | --- | ------------ |
|                     |     |              |

| «Виктория 89» Берлин | 4:0 | «Ваккер» Лейпциг |
| -------------------- | --- | ---------------- |
|                      |     |                  |

## Финал
| «Виктория 89» Берлин | 3:1 | «Штутгартер Кикерс» |
| -------------------- | --- | ------------------- |
|                      |     |                     |